# Уоррен, Эд и Лоррейн
Эдвард Уоррен Майни (англ. Edward Warren Miney; 7 сентября 1926 — 23 августа 2006) и Лоррейн Рита Морен (англ. Lorraine Rita Moran; 31 января 1927 — 18 апреля 2019) — американские мистификаторы и исследователи паранормальных явлений.

## Биография
В 1952 году Уоррены основали Общество психических исследований Новой Англии, самую старую группу охотников за привидениями в Новой Англии и открыли «Оккультный музей Уорренов». Они — авторы многочисленных книг о паранормальном и их частных расследованиях различных случаев паранормальной активности. Заявляли, что расследовали более 10 тысяч случаев за свою карьеру. Уоррены были среди первых исследователей противоречивого феномена призрака Амитивилля.
Уоррены принимали участие в обучении нескольких современных демонологов и исследователей паранормального, включая Кейт и Карла Джонсонов, Лу Джентайла, и их племянника Джона Заффиса. После смерти Эда в 2006 Лоррейн продолжала оказывать помощь в расследованиях случаев паранормальных явлений, объясняя это так:

 «На самом деле, Эд лично дал знать, чтобы я продолжала заниматься этим, так что хочу сказать, что я делаю это для него. Я занимаюсь этим, оказывая честь своему мужу. Работа значила для него многое, вот почему мне хочется продолжать то, что он оставил».
Кроме расследований, Лоррейн также продолжала работу частного «Оккультного музея» в задней части своего дома в Монро, штат Коннектикут, с помощью своего зятя Тони Спера.
В апреле 2019 года СМИ сообщили о смерти Лоррейн.

## Критика
Скептики считают результаты исследований Уорренов не заслуживающими доверия. Исследовав их доказательства, подкастер Перри ДеАнжелис и профессор Стивен Новелла нашли их «вздорными». Известный американский разоблачитель «паранормальных явлений» Джо Никелл и расследователь городских легенд и необъяснимых загадок, писатель Бенджамин Редфорд пришли к выводу, что случаев одержимых домов Амитивилль и Снедекер в реальности никогда не происходило и они от начала до конца являются выдумкой.
Целью Уорренов критики их деятельности часто называют мошеннические попытки завлечения посетителей в их музей и получения гонораров от кинопродюсеров, привлекавших Лоррейн в качестве консультанта при экранизациях якобы собранных Уорренами историй.
Собиратель страшилок — писатель Рей Гартон, который был приглашён Уорренами в качестве соавтора для написания книги «Проклятое место», при личной беседе с семьёй Уорренов заявил, что у Уорренов имеются проблемы с психикой. На что Эд Уоррен, по словам Гартона, ответил: 

«Все люди, которые приходят к нам, безумны. Просто используйте то, что можете, и додумайте остальное. Смиритесь с этим и постарайтесь, чтобы их история выглядела страшно. Именно поэтому мы наняли вас».

## Знаменитые расследования

### Амитивилль
Эд и Лоррейн Уоррены известны, прежде всего, как участники события, известного под названием Ужас Амитивилля. Пара из Нью-Йорка Джордж и Кети Латс заявили, что их дому не дает покоя присутствие жестоких демонических сил, настолько сильное, что это вынудило их покинуть собственный дом. Авторы книги «Заговор Ужаса Амитивилля» Стивен и Роксанна Каплэн охарактеризовали случай как «мистификацию». Лоррейн Уоррен заявила репортеру «Экспресс-Таймс», что случай не был мистификацией. В ночь на 6 марта 1976 года Эд и Лоррэйн Уоррен вместе с телевизионной группой «Канал 5 в Нью-Йорке» и репортером Майклом Линдером из «WNEW-FM» исследовали дом.
Данное дело легло в основу серии фильмов «Ужас Амитивилля», а также упомянуто в фильме «Заклятие 2».

### Демон-убийца
В 1981 году Арне Джонсон был обвинен в убийстве своего арендодателя Алана Боно. Эд и Лоррейн Уоррен были вызваны до убийства, чтобы справиться с предполагаемой демонической одержимостью младшего брата невесты мистера Джонсона. Впоследствии Уоррены заявили, что мистер Джонсон также являлся одержимым. На судебном процессе Джонсон просил признать себя невиновным по причине своей демонической одержимости, но безуспешно. Случай был описан в 1983 году в книге Джеральда Бриттла «Дьявол в Коннектикуте». Также данное дело легло в основу фильма «Заклятие 3: По воле дьявола».

### Оборотень
Уоррены утверждали, что 17 июня 1983 года изгнали «демона-оборотня». Объект их расследования, Билл Рамси, покусал несколько человек, считая себя волком. События, имевшие отношение к произошедшему, позднее были описаны Уорренами в 1991 году в книге «Оборотень: настоящая история демонической одержимости». Фото или видео, которые подтверждали бы истинность происходившего, или обосновывали одержимость Билла Рамси демоном такой разновидности, либо злым духом, представлены не были.

### Семья Смерл
Жители Пенсильвании Джек и Жанет Смерлы сообщили, что в их доме происходят различные сверхъестественные феномены, включая звуки, запахи и видения. После исследования этого места в 1986 году, Уоррены утверждали, что дом стал пристанищем трех духов, а также демона, который, предположительно, изнасиловал пару раз семейную пару Смерлов..

### Семья Перрон
В 1971 году Уоррены заявили, что дом Перронов (Род-Айленд) был атакован ведьмой по имени Батшеба Шерман, которая жила там в XIX веке и была связана с делом «Салемских ведьм», будучи потомком одной из казненных женщин. Проклятие, которое было наложено на эту землю, заключалось в том, что люди, обосновавшиеся на ней, умирали в результате различных случаев.
Данное дело легло в основу фильма «Заклятие», снятого Джеймсом Ваном в 2013 году. Лоррейн Уоррен выступила в качестве консультанта съемок и появилась в фильме в роли камео.

### Церковь Борли
Эд и Лоррейн исследовали появления призрака Монахини, то есть демона Валака в церкви Борли.
Призрак Монахини являлся антагонистом в фильме «Заклятие 2».
Также это дело легло в основу отдельного фильма «Проклятие монахини».

### Кладбище Юнион
На этом кладбище Эду Уоррену довелось увидеть бледную леди, облаченную в белую сорочку и чепчик.

### Проклятие Аннабель
История девочки по имени Аннабель, которая умерла из-за того, что её сбила машина, после чего её дух вселился в куклу.
Данное дело легло в основу фильмов: «Проклятие Аннабель» (2014), «Проклятие Аннабель: Зарождение зла» (2017), «Проклятие Аннабель 3» (2019), а также вступительной части фильма «Заклятие» (2013).

### Привидение в Коннектикуте
Эд и Лоррейн Уоррен побывали в доме Снедекер.

## Фильмы
| Год  | Русское название             | Оригинальное название                  | Исполнитель роли Эда           | Исполнительница роли Лоррейн  |
| ---- | ---------------------------- | -------------------------------------- | ------------------------------ | ----------------------------- |
| 1991 | Дом призраков                | The Haunted                            | Стивен Маркл                   | Дайан Бэйкер                  |
| 2013 | Заклятие                     | The Conjuring                          | Патрик Уилсон                  | Вера Фармига                  |
| 2014 | Проклятие Аннабель           | Annabelle                              | Патрик Уилсон (голос)          | —                             |
| 2016 | Заклятие 2                   | The Conjuring 2                        | Патрик Уилсон                  | Вера Фармига                  |
| 2018 | Проклятие монахини           | The Nun                                | Патрик Уилсон (архивные кадры) | Вера Фармига (архивные кадры) |
| 2019 | Проклятие Аннабель 3         | Annabelle Comes Home                   | Патрик Уилсон                  | Вера Фармига                  |
| 2021 | Заклятие 3: По воле дьявола  | The Conjuring: The Devil Made Me Do It | Патрик Уилсон                  | Вера Фармига                  |
| 2023 | Проклятие монахини 2         | The Nun 2                              | Патрик Уилсон (камео)          | Вера Фармига (камео)          |
| 2025 | Заклятие 4 : последний обряд | The Conjuring: Last Rites              | Патрик Уилсон                  | Вера Фармига                  |

Уоррены являются соавторами книги «Проклятое место», которая легла в основу художественного фильма «Призраки в Коннектикуте» (2009) и его сиквела «Призраки в Коннектикуте 2: Тени прошлого» (2013).